# Barry Goldwater
Pour les articles homonymes, voir Goldwater.
Barry Morris Goldwater, né le 2 janvier 1909 à Phoenix (Arizona) et mort le 29 mai 1998 à Paradise Valley (Arizona), est un homme politique américain membre du Parti républicain, notamment sénateur fédéral pour l'Arizona et candidat à l'élection présidentielle américaine de 1964. 
Il est considéré comme le refondateur du mouvement conservateur aux États-Unis et personnifie le basculement géographique dans l'influence politique américaine du nord-est du pays vers l'ouest, qui accompagne le glissement continu de la population dans le même sens. Ses idées vont à contre-sens de la culture sociale-démocrate dominante de l'époque depuis la fin de la Seconde Guerre mondiale et sa candidature contre Lyndon B. Johnson pose les bases de la prise de contrôle de la structure républicaine par les conservateurs et la victoire, seize ans plus tard, de Ronald Reagan.
À la fin de sa vie, le Grand Old Party avait évolué plus à droite que lui-même, ce qu'il dénonça en s'en prenant à la domination de la droite chrétienne.

## Biographie

### Famille
Barry Goldwater est né le 2 janvier 1909 à Phoenix (Arizona). Son père, Baron, né Goldwasser, était juif et fils d'immigré polonais, sa mère, Josephine Williams, était une fervente épiscopalienne. La petite entreprise familiale de magasins assura la le train de vie de la famille.
Barry Goldwater a successivement deux épouses : Margaret Johnson dite Peggy (1934-1985) et Susan Shaffer Wechsler (1992-1998). Il a deux fils et deux filles avec sa première femme. Son fils, Barry Goldwater, Jr., a été membre de la Chambre des représentants des États-Unis pour la Californie de 1969 à 1983.

### Jeunesse
Pendant la Seconde Guerre mondiale, Barry Goldwater servit dans l'armée américaine et la quitta avec le grade de major général dans la réserve de l'armée de l’air.
Barry Goldwater était radioamateur K7UGA, K3UIG et AFC6BG, membre de l'ARRL depuis 1923 et du MARS (U.S. Air Force Military Affiliate Radio System).
En 1971, il devient président de la Quarter Century Wireless Association (en)[réf. nécessaire].

### Carrière politique

#### Ascension politique
Barry Goldwater commence sa carrière politique en tant que démocrate réformateur, puis il rejoint le Parti républicain[réf. nécessaire].
Ami et collègue de Joseph McCarthy (il est l'un des 22 sénateurs à refuser de le censurer), il développe également une profonde amitié avec le président John Fitzgerald Kennedy tout autant que de profonds ressentiments à l'égard des présidents Lyndon B. Johnson et Richard Nixon, qu'il surnomma « l'homme le plus malhonnête qu'il m'ait été donné de rencontrer de toute ma vie ».
Goldwater a commencé sa carrière politique en 1949. Il gagne sa première élection en 1952 en emportant le siège de sénateur de l'Arizona aux dépens du sénateur démocrate sortant, Ernest McFarland, pourtant chef du groupe démocrate au sénat[réf. nécessaire].
Goldwater fut le cofondateur de la branche de la NAACP pour l'Arizona[réf. nécessaire] et participa à la déségrégation de la garde nationale de l’État. En 1957 et 1960, il vote les lois sur les droits civiques. Cependant, en 1964, il vote contre la nouvelle loi sur les droits civiques présentée par Lyndon B. Johnson, y voyant une extension du pouvoir fédéral contraire à la Constitution et une violation du droit de propriété[réf. nécessaire]. En s'opposant ainsi à la déségrégation forcée, il se retrouve de fait dans le même camp que les démocrates du sud.
Cette prise de position d'une personnalité nationale telle que Barry Goldwater passe pour le point de départ du ralliement progressif de l'ancien Sud confédéré au Parti républicain, ce qui aboutira à un renversement politique au début des années 1980 puis à la domination incontestable du Parti républicain dans le Sud profond conservateur à partir de l'année 2000.
Goldwater ne se déjugera jamais concernant son vote en 1964 alors même que la majorité des élus de son parti avait voté pour la loi sur les droits civiques, défendant toujours le droit de propriété contre sa violation par des ingénieurs sociaux[réf. nécessaire].

#### Campagne présidentielle de 1964
En 1964, Barry Goldwater renonce à se représenter au Sénat. Après avoir défait durant les primaires républicaines ses adversaires centristes de l'est Nelson Rockefeller et William Scranton, il reçoit l'investiture du Parti républicain pour se présenter à l'élection présidentielle contre Lyndon B. Johnson, le président démocrate sortant. Denison Kitchel devient son directeur de campagne.
Avant cette investiture, le Parti républicain n'était pas clairement étiqueté comme conservateur. Goldwater se présenta comme un défenseur des libertés, en conservateur fiscal et en farouche militant anticommuniste. Selon ses propres déclarations, il accepte la qualification d'extrémiste : « L'extrémisme dans la défense de la liberté n'est pas un vice », aimait-il à répondre. Son programme fut perçu cependant comme trop à droite pour de nombreux électeurs républicains traditionnels[réf. nécessaire]. Il défend notamment la suppression de la sécurité sociale, l’interdiction du contrôle syndical, la désaffiliation de l’ONU et l'usage de l'arme nucléaire contre l'URSS. Conspiracy Watch souligne la prégnance du conspirationnisme dans la campagne menée par Barry Goldwater, « dans le sillage de l’assassinat du président Kennedy. Les partisans de Goldwater, où l’on trouvait aussi bien des tenants de la droite religieuse que des ségrégationnistes, des membres du Klan ou encore les anti-communistes de la John Birch Society, furent les premiers à dénoncer la famille Rockefeller et le groupe Bilderberg ».
La campagne de Goldwater lança toutefois la carrière de quelques grandes figures conservatrices comme l'ancien acteur Ronald Reagan, autrefois syndicaliste démocrate, qui avait soutenu Goldwater au côté d'un autre acteur, John Wayne.
Une publicité commerciale lancée par les démocrates nommée Daisy est censée avoir considérablement affaibli Goldwater. Dans cette publicité de campagne, une petite fille effeuillait une marguerite dans un paysage bucolique quand son image est brutalement remplacée par un champignon atomique résultant d'une explosion nucléaire. Le message supputait qu'un Goldwater président n'hésiterait pas à utiliser l'arme nucléaire. L'impact émotionnel de cette publicité fut très fort. Le slogan de la campagne de Goldwater, In your heart, you know he's right (Dans votre cœur, vous savez qu'il a raison), fut détourné par les démocrates en In your guts, you know he's nuts (Dans vos tripes, vous savez qu'il est dingue).

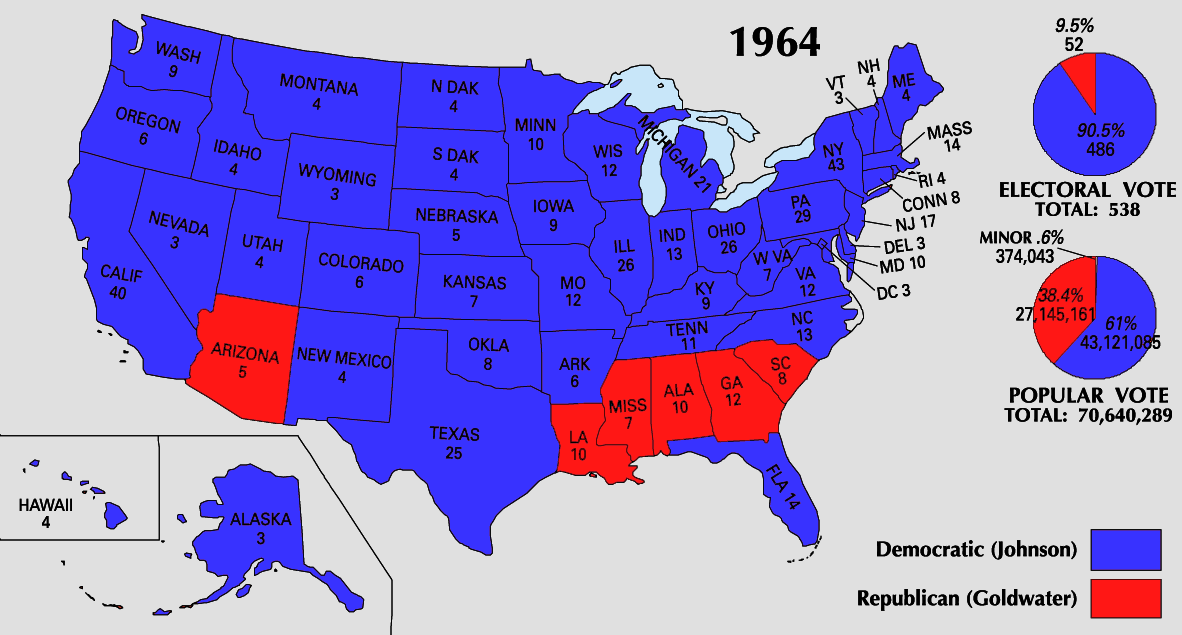
Carte électorale 1964 – États remportés par Barry Goldwater en rouge.

Barry Goldwater et son colistier William E. Miller sont sévèrement battus par Lyndon B. Johnson. Le ticket républicain ne reçoit que 38,47 % des suffrages contre 61,05 % au ticket démocrate. Ils ne remportent que six États dont, signe des temps pour un républicain, cinq États de l'ancien sud confédéré autrefois acquis aux candidats démocrates. C'est la plus sévère défaite d'un candidat à l'élection présidentielle américaine depuis celle du républicain Alf Landon en 1936 jusqu'à celle du démocrate George McGovern en 1972[réf. nécessaire]. Au Congrès, le Parti républicain essuie également une sévère défaite.
Malgré sa lourde défaite, sa campagne influence durablement le Parti républicain : certains observateurs voient ainsi une résurgence des idées qu'il développe alors dans l'émergence du Tea Party et l'investiture de Donald Trump à l'issue des primaires du Parti républicain de 2016,,.

#### Fin de carrière politique

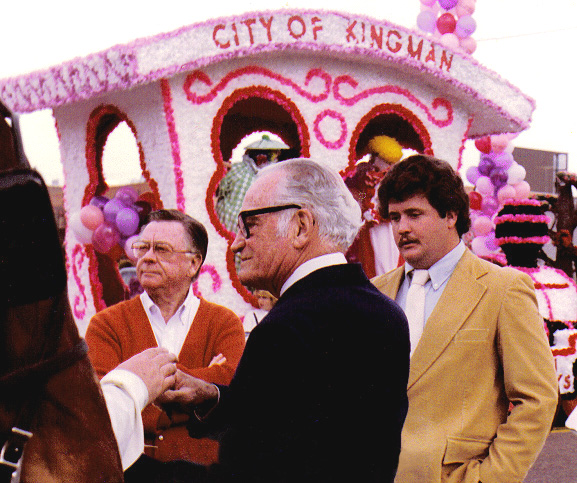
Barry Goldwater en 1983.

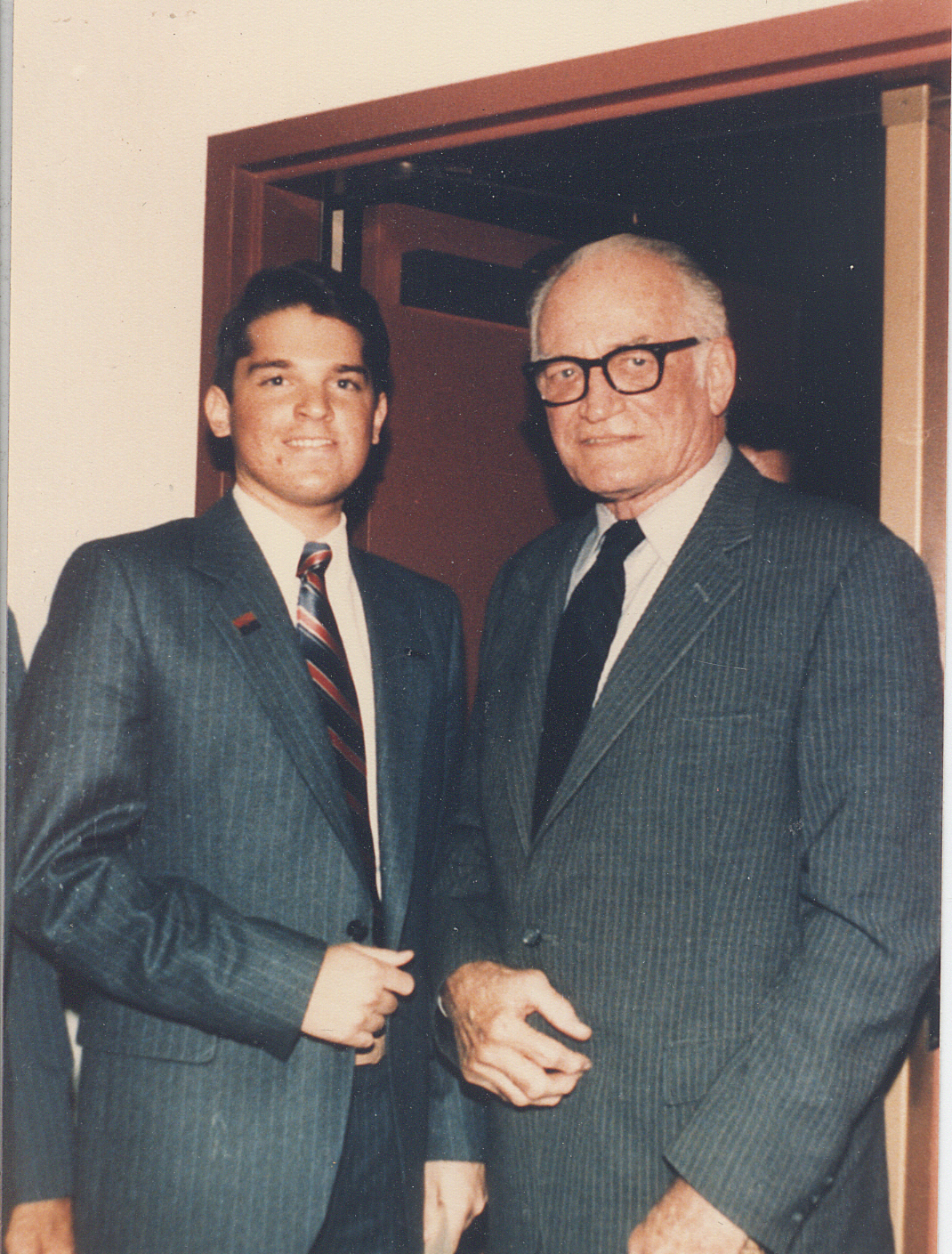
Barry Goldwater et Jim Heath en octobre 1986.

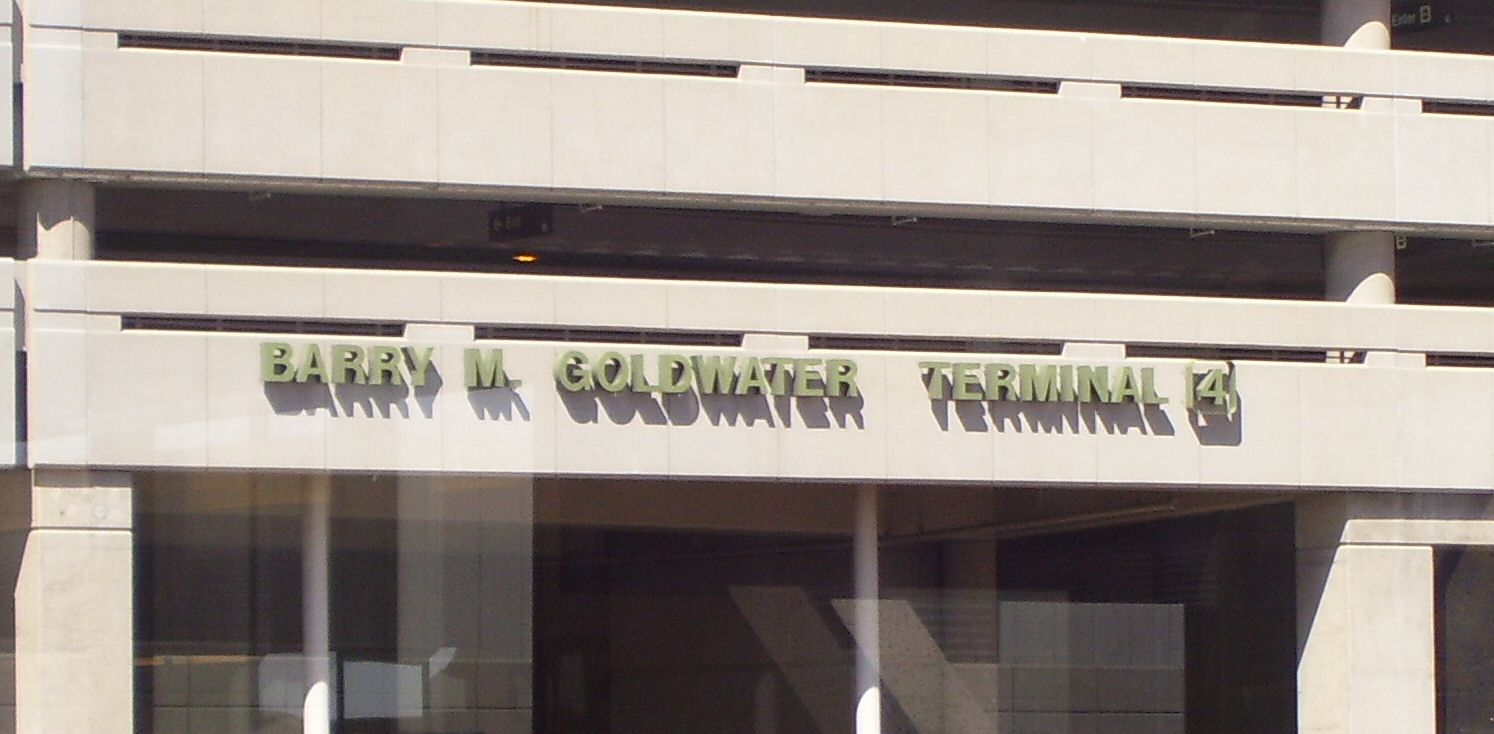
Terminal à son nom Phoenix Sky Harbor International Airport.

Toujours populaire dans son État, Barry Goldwater est réélu au Sénat en 1968 et sera constamment réélu jusqu'à sa retraite politique en 1987.
En 1986, il participe à l'élaboration du Goldwater-Nichols Act qui réorganise en profondeur le processus de commandement au sein des Forces armées des États-Unis.
Dans les années 1980, alors que Ronald Reagan est président, il s'inquiète de la montée de la droite religieuse au sein du Parti républicain. Défenseur passionné des libertés individuelles, il voyait dans la montée de la droite religieuse un danger pour celles-ci.
De plus en plus libertarien,[réf. nécessaire] Goldwater se démarque de l'administration républicaine en refusant de dénoncer l'avortement qu'il considère comme une question de choix personnel et non une question de droit. En mars 1984, il proteste contre le minage des ports du Nicaragua par l'administration Reagan. Il appuya même une candidate démocrate, Karan English (en) lors d'élections au Congrès, critiqua, en soutien à l'un de ses petits-fils, l'interdiction des homosexuels de l'armée (« Tu n'as pas besoin d'être hétérosexuel pour combattre et mourir pour ton pays, tu as juste besoin de tirer droit ») et rejeta la récupération à des fins politiques du scandale du Whitewater impliquant Bill Clinton.[réf. nécessaire]
Libération souligne ainsi que la « radicalisation du Parti républicain » dont il avait été l'initiateur lors de sa campagne présidentielle de 1964 « le dépassera » et qu'il « tentera en vain, de lutter [contre elle] dans les années 80 ».
À la fin de sa vie politique, il avait gagné le respect de ses adversaires et, par sa force de caractère, a été une force de stabilité au sein du Parti républicain[réf. nécessaire].
Barry Goldwater meurt le 29 mai 1998 à Paradise Valley dans l'Arizona, affecté de la maladie d'Alzheimer.